# Клятви нашого дитинства
«Клятви нашого дитинства» — радянський художній фільм 1989 року, знятий режисером Каковом Оразсяхедовим на кіностудії «Туркменфільм».

## Сюжет
Потрапивши до дитячого будинку, дев'ятирічний Ораз в особі вихователя Довлата знаходить друга. У голодні повоєнні роки Довлат робить усе, щоб діти не страждали. Якось, викривши кухарку Ізюмгуль у крадіжці, він накликає на себе біду: щоб не потрапити під суд, Ізюмгуль розпускає про педагога наклепницькі чутки. Довлат потрапляє до в'язниці, а кухарка стає директором дитячого будинку. Минає сорок років, і Ораза запрошують на ювілей Ізюмгуль.

## У ролях
- Ораз Оразов — Довлет, солдат-інвалід, який став директором дитячого будинку
- Алтин Ходжаєва — Ізюмгуль, завідувачка дитячого будинку
- Чари Сейтлієв — Байрам, працівник дитячого будинку
- Артик Джаллиєв — злодій «Султан», ватажок зграї безпритульних
- Берди Бабаєв — Ораз у дитинстві
- Ораз Черкезов — Ораз, політв'язень
- Данило Медведєв — Борис у дитинстві, Борька-ленінградець
- Юрій Дедович — Борис, прокурор
- Умід Ходжаніязов — Кельте у дитинстві
- Берди Аширов — Кельте, академік
- Мекан Бабаєв — «Малюк» у дитинстві
- Баба Аннанов — Мухамед Бабаєвич «Малюк», народний депутат
- Орасхатат Оразсахатов — Атакіші в дитинстві
- Ходжаберди Нарлієв — хірург Атакіші Керімов / батько Атакіші
- Мелькенан Тачев — «Сивий», дитбудинківець
- Ораз Кічієв — Бегенч у дитинстві
- Данатор Хідіров — Бегенч, художник
- Віктор Терехов — Єгор, начальник пошти
- Антоніна Рустамова — хормейстер дитячого будинку
- Оразберди Арриков — помічник Мухамеда Бабаєвича
- Ігор Боголюбов — начальник міліції
- Ґуля Керімова — мати Ораза
- Аширмухамед Ішанкулієв — батько Ораз
- Ата Довлетов — працівник дитячого будинку
- Р. Тачмурадова — епізод
- М. Чариєв — епізод
- Вова Тюклін — найменший дитбудинківець
- Микола Федорцов — колишній дитбудинку, генерал-лейтенант
- Станіслав Фесюнов — колишній дитбудинку
- Аман Одаєв — колишній дитбудинку, партійний керівник
- Мулькаман Оразов — епізод
- Айдогди Оразов — колишній дитбудинку
- Герман Колушкін — колишній дитбудинку
- І. Бабаєв — епізод
- К. Гуммадов — епізод
- Х. Овезов — епізод
- Д. Ширінова — епізод
- Віталій Медведєв — колишній дитбудинку, артист
- С. Зінов'єв — епізод
- М. Сариєв — епізод
- В. Бердиєв — епізод
- Мерген Ніязов — колишній дитбудинку
- Сетдар Караджаєв — колишній дитбудинку
- Мурад Агабаєв — колишній дитбудинку
- Курбан Кельджаєв — колишній дитбудинку
- Овезклич Шарлієв — епізод

## Знімальна група
- Режисер — Каков Оразсяхедов
- Сценаристи — Олег Манджієв, Каков Оразсяхедов
- Оператор — Анатолій Карпухін
- Композитор — Данатор Хідіров
- Художник — Олександр Чернов